# Karakum
Karakum, tudi Kara-Kum ali Gara-Gum (turkmensko Garagum), je puščava v Centralni Aziji. Ime je turškega izvora in pomeni Črni pesek in se nanaša na temno zemljo pod plastjo peska, ki pokriva večino puščave. Puščava meri 350.000 km² in zavzema približno 70 % površine Turkmenistana. 
Puščava je redko naseljena, saj ima samo enega prebivalca na 6,5 km². Redke so tudi padavine, ki se gibljejo od 70 do 150 mm na leto.

## Geografski položaj
Puščava Karakum leži vzhodno od Kaspijskega jezera, južno od Aralskega jezera in jugozahodno od Amu Darje in puščave Kizil Kum. S krčenjem Aralskega jezera se je na jezerskem dnu pojavila puščava Aralski Karakum, ki ima trenutno površino približno 40.000 km². Višina  Aralskega jezera je v zgodovini stalno nihala, sedanji znatni padec višine pa je povzročila gradnja velikih namakalnih sistemov v regiji. Višina Severnega Aralskega jezera trenutno raste,  Južnega pa pada, kar povzroča širjenje puščave. 
Pesek Aralskega Karakuma je slan, sestavljen iz fino dispergiranih evaporitov in alkalnih mineralnih depozitov, izpranih iz namakanih polj. Vetrovi, ki pihajo v smeri vzhod-zahod nosijo puščavski prah vse do Antarktike, Grenlandije, Rusije in Norveške.

## Geologija
V puščavi Karakum je goreč plinski krater Darvaza – Vrata pekla. V regiji so znatne zaloge nafte in naravnega  plina.

## Hidrologija
Na jugu se v puščavo izlivata reki Murgab in Tedžen/Hari, ki izvirata na jugu v gorovju Hindukuš. Obe reki sta vir vode za namakanje polj.
Puščavo prečka namakalni kanal Karakum, drugi največji na svetu, po katerem voda iz Amu Darje priteka v južne dele puščave. Gradnja kanala se je začela leta 1954 in končala leta 1958. Kanal je dolg 1.375 km. Po njem steče 13-20 km³ vode letno. Voda, ki nenačrtovano izteka iz kanala, tvori ob njem  jezera, ki dvigujejo nivo talne vode in povečujejo slanost zemlje.

## Arheologija
Na zahodu  Karakumu je   pogorje Uli (Visoki) Balkan, v katerem so arheologi odkrili človeške ostanke iz kamene dobe.

## Gospodarstvo
Oazi Mari in Tedžen sta znani po pridelavi bombaža.

## Transport
Puščavo prečka Transkaspijska železniška proga.